# João Dias
João Dias is een gemeente in de Braziliaanse deelstaat Rio Grande do Norte. De gemeente telt 2.824 inwoners (schatting 2009).